# Evropská silnice E80
Evropská silnice E80 je páteřní západovýchodní evropská silnice, mezinárodní trasa vedoucí z Portugalska celou jižní Evropou až na východ Turecka, kde na ni navazuje asijská mezinárodní silnice AH1. Prochází deseti státy a propojuje čtyři hlavní města. Je dlouhá přes 6000 km a je vedena z větší části po dálnicích. Je tvořena dvěma oddělenými úseky, západním a východním, které jsou propojeny vodní cestou přes Jaderské moře. Přímé spojení Pescara–Dubrovník není v současnosti (2021) provozováno, náhradou je možné cestovat trajektem z Pescary do Splitu a využít úseku silnice E65 do Dubrovníku, nebo jet po silnici E55 do Bari a odsud trajektem do Dubrovníku.
V oblasti bývalé Jugoslávie má E80 dlouhou peáž (téměř 500 km) se severojižní páteřní silnicí E65, vesměs po obyčejné dvouproudé silnici.
Jako začátek trasy se někdy uvádí Lisabon (tedy společně se silnicí E90), v úseku do Aveira pak E80 peážuje se silnicí E1. Tento úsek však v mapách často není jako E80 značen, stejně jako části společného úseku s E65 v Chorvatsku a Černé Hoře.

## Trasa
Portugalsko
- Aveiro (E1) – Viseu (E801) – Guarda (E802) – Vilar Formoso

 Španělsko
- Fuentes de Oroño – Salamanca (E803) – Tordesillas (E82) – Valladolid –
- Burgos (E5→) – Miranda de Ebro (E804)
- – Vitoria
- – Mondragón –
- Maltzaga (E70→) – San Sebastián – Irun

 Francie
- Hendaye – Bayonne (→E5, →E70)
- – Pau (E7) – Toulouse (E9→, E72)
- (→E9) – Carcassonne – (E15→)
- Narbonne – Béziers (E11) – Montpellier – Nîmes (→E15)
- – Arles – Salon-de-Provence (E714→)
- – Coudoux (→E714, Marseille)
- – Aix-en-Provence (E712) – Cannes – Nice – (→  Monaco) – Menton

 Itálie
- Ventimiglia – Savona (E717) – Janov (E25, E62)
- Janov – La Spezia – Pisa (E76) – Cecina
- – Grosseto (E78) –
- Tarquinia – Civitavecchia –
- Řím (E35, E821)
- (E45) – Carsoli –
- – Avezzano – Chieti (E55)
- Pescara

přerušení / přívoz (Jaderské moře)
 Chorvatsko
- Dubrovník (E65→) – Gunjina

 Černá Hora
- Sutorina – Herceg Novi – Kotor – Budva – Sutomore
- Sutomore – Virpazar
- Virpazar – Podgorica (E762) – Ravna Rijeka (E763)
- – Berane – Bać

 Srbsko
- Špiljani – Ribariće
- – Vitkoviće

 Kosovo
- – Zubin Potok – Mitrovica – Priština (→E65, E851)
- Priština – Podujevo

 Srbsko
- Merdare – Prokuplje –
- Niš (E75)
- – Pirot – Dimitrovgrad

 Bulharsko
- Kalotina – Dragoman
- – Sofie (E79, E871)
- – Plovdiv – Orizovo
- – Dimitrovgrad (E85→) – Svilengrad (→E85 )

 Turecko
- Edirne – Babaeski (E87) –
- Istanbul (E84, E881) (Bosporský most)
- – Sakarya – Bolu – (E89)
- Gerede – Iligaz – Merzifon (E95) – Amasya – Erzincan – Aşkale (E97) – Erzurum – Horasan (E691) – Ağrı – Doğubayazıt (E99) – Gürbulak

- →    Bazargan